# Edwin Grünholz
Edwin Grünholz (Den Haag, 15 augustus 1969) is een Nederlands voormalig zaal- en veldvoetballer. Later werd hij voetbaltrainer.

## Loopbaan
Grünholz is vooral bekend als zaalvoetballer en speelde met het Nederlands zaalvoetbalteam op het Europees kampioenschap in 1996, 1999 en 2005 en op het wereldkampioenschap in 1996. Hij speelde 56 interlands. Op clubniveau speelde hij zowel in Nederland als in België.
Ook was hij profvoetballer bij FC/ADO Den Haag, RBC en Roda JC.
In de jaren 2015 tot 2019 was Grünholz hoofdtrainer van RKVV Westlandia. Met Westlandia behaalde hij in het seizoen 2015-2016 het kampioenschap in de Hoofdklasse A. In het seizoen 2019-2020 was Grünholz hoofdtrainer van Quick Boys.
Sinds 29 september 2023 is Grünholz trainer van Kozakken Boys. 

## Clubs
- 1989-1993: FC/ADO Den Haag
- 1993-1995: USV Holland
- 1995-1996: ADO Den Haag
- 1996: RBC
- januari-mei 1997: ADO Den Haag
- juli 1997-mei 1998: Roda JC
- juli 1998-juni 2000: ADO Den Haag
- 2000-2002: FC Kranenburg
- 2002: KFC Sint-Lenaarts
- 2003-2005: VSV TONEGIDO

## Trainer
- 2008-2009: Haaglandia (assistent-trainer)
- 2009-2011: RKSV GDA
- 2011-2014: Haaglandia
- 2014-2019: Westlandia
- 2017-2019: ADO Den Haag (onder 19)
- 2019-2023: Quick Boys
- 2021-2022: ADO Den Haag (assistent-trainer)
- 2023-heden : Kozakken Boys